# Ballerus sapa
Ballerus sapa és una espècie de peix de la família dels ciprínids i de l'ordre dels cipriniformes. Viu a les conques dels rius Danubi, Dnièster, Bug, Dnièper, Don, Kuban, Volga, Kama, Viatka, Ural, Terek i Volkhov.
És un peix bentopelàgic i de clima temperat (10 °C-25 °C). Menja invertebrats bentònics. Els adults poden assolir 35 cm de longitud.